# پیر لوئیس
پیر لوئی (به فرانسوی: Pierre Louis, dit Pierre Louÿs) شاعر و رمان‌نویس قرن نوزدهم میلادی اهل فرانسه است.